# Муниципальный центр искусств (Никосия)
Муниципальный центр искусств в Никосии (греч. Δημοτικό Κέντρο Τεχνών Λευκωσίας; англ. Nicosia Municipal Arts Centre, NiMAC) — музей современного искусства, расположенный в городе Никосия; был открыт в январе 1994 года в здании бывшей городской электростанции; управляется в соответствии со специальным соглашением о сотрудничестве между муниципалитетом и фондом Пиеридис; с момента открытия представил более 70 временных выставок современного кипрского и зарубежного искусства; проводит образовательным мероприятия для детей и взрослых. В музейном здании разместилась и библиотека по истории искусства.

## История и описание
Муниципальный центр искусств был открыт в Никосии 14 января 1994 года; он ведёт свою деятельность в рамках специального соглашения о сотрудничестве между муниципалитетом города и фондом Пиеридис. Центр искусств разместился в здании бывшей электростанции, принадлежащем муниципальному управлению энергоснабжения Никосии — в данном здании находилась первая электростанция города. К моменту открытия музея строение было заброшено почти два десятилетия — пока муниципалитет, во главе с мэром Леллосом Димитриадисом, не заключил соглашение с фондом Пиеридис, председателем которого являлся Димитром Пиеридис.
Музейное здание является типичным образцом индустриальной архитектуры Греции и Кипра начала XX века; оно было восстановлено в своем первоначальном виде — при этом его помещения были обновлены в соответствии со стандартами для выставочного помещения. В 1994 году здание центра было удостоено архитектурной награды «Europa Nostra Award», за «деликатность» в проведении ремонта и реставрации.
За годы своего существования центр организовал и представил местной публике и туристам более семи десятков временных выставок: преимущественно, произведений современного кипрского искусства. Ряд экспозиций был организован в сотрудничестве с иностранными музеями, культурными центрами и европейскими фондами — на них были представлены и произведения зарубежных авторов. Сам музей полагает, что наиболее значимыми из них стали выставки «Миро Майорки», «Гравёр Пикассо», «Флешбэк. 100 лет дизайна», «Трибьют Ван Гогу», «Коллекция Дакиса Иоанну», «Случайные встречи», «Кипр в Венеции» и «Перекрестки». В период с июня по июль 2016 года в стенах центра прошла групповая выставка «Recurrence: Rituals, Place, and History», в которой приняли участие более десятка современных художников, включая таких израильских авторов как Яэль Бартана, Сигалит Ландау, Нира Перес и Джозеф Дадун.
Помимо проведения выставок, центр ведёт деятельность и в области художественного образования. Образовательные программы являются как частью самих выставок, так и отдельными мероприятиями: так в 2008 году в стенах музея был открыт детский образовательный центр, который проводит специализированные художественные курсы для детей и подростков острова. По состоянию на сентябрь 2019 года, в центре работали кружки по гравировке и кинематографии.
Наряду с выставочной деятельностью, центр проводит и научные мероприятия: в его стенах проходят конференции, круглые столы, лекции и образовательные программы для взрослых. Центр также является организатором двух периодических проектов, в рамках которых местным художникам и скульпторам предлагаются возможности по созданию крупномасштабные инсталляции (по реализации своих экспериментальных проектов). С начала 2010-х годов центр работает и в качестве резиденции для иностранных менеджеров в сфере культуры: при посредничестве фонда Пиеридис, центр участвует в европейских программах, поддерживаемых властями ЕС.
В музейном здании разместилась также и библиотека по истории искусства имени Пиеридиса, специализирующаяся на редких художественных изданиях. Архив изобразительного искусства Кипра, созданный в сотрудничестве с Кипрской палатой изобразительных искусств, расположен в то же здании. Кроме того, при музее действует магазин и ресторан «Старая электростанция» (Old Power House).